# Petar Rakićević
Petar Rakićević (in serbo Петар Ракићевић?; Prokuplje, 4 giugno 1995) è un cestista serbo.

## Palmarès
- Campionato serbo: 1

Stella Rossa Belgrado: 2016-17
- Coppa di Serbia: 1

Stella Rossa Belgrado: 2017
- Lega Adriatica: 1

Stella Rossa Belgrado: 2016-17